# Curubis erratica
Curubis erratica är en spindelart som beskrevs av Simon 1902. Curubis erratica ingår i släktet Curubis och familjen hoppspindlar. Inga underarter finns listade i Catalogue of Life.